# سنت-اودنرود
سنت-اودنرود (به هلندی: Sint-Oedenrode) یک  شهرستان هلند در هلند است که در برابانت شمالی واقع شده‌است.

## خصوصیات
سنت-اودنرود   ۱۱ متر بالاتر از سطح دریا واقع شده‌است.

## خواهرخوانده
شهر آلتسناو این اونترفرانکن خواهرخواندهٔ سنت-اودنرود هست.

## نگارخانه

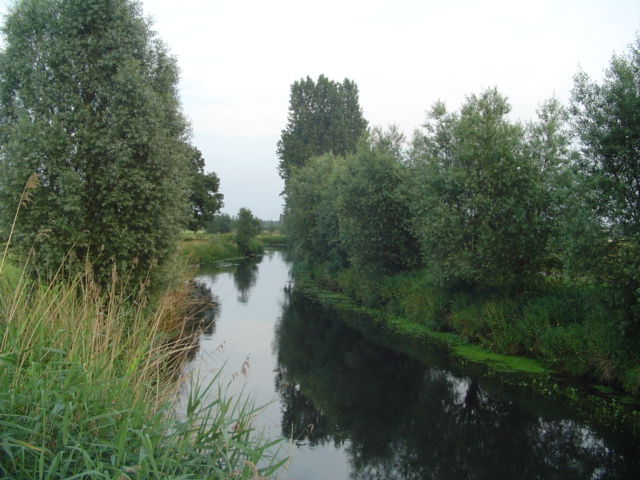
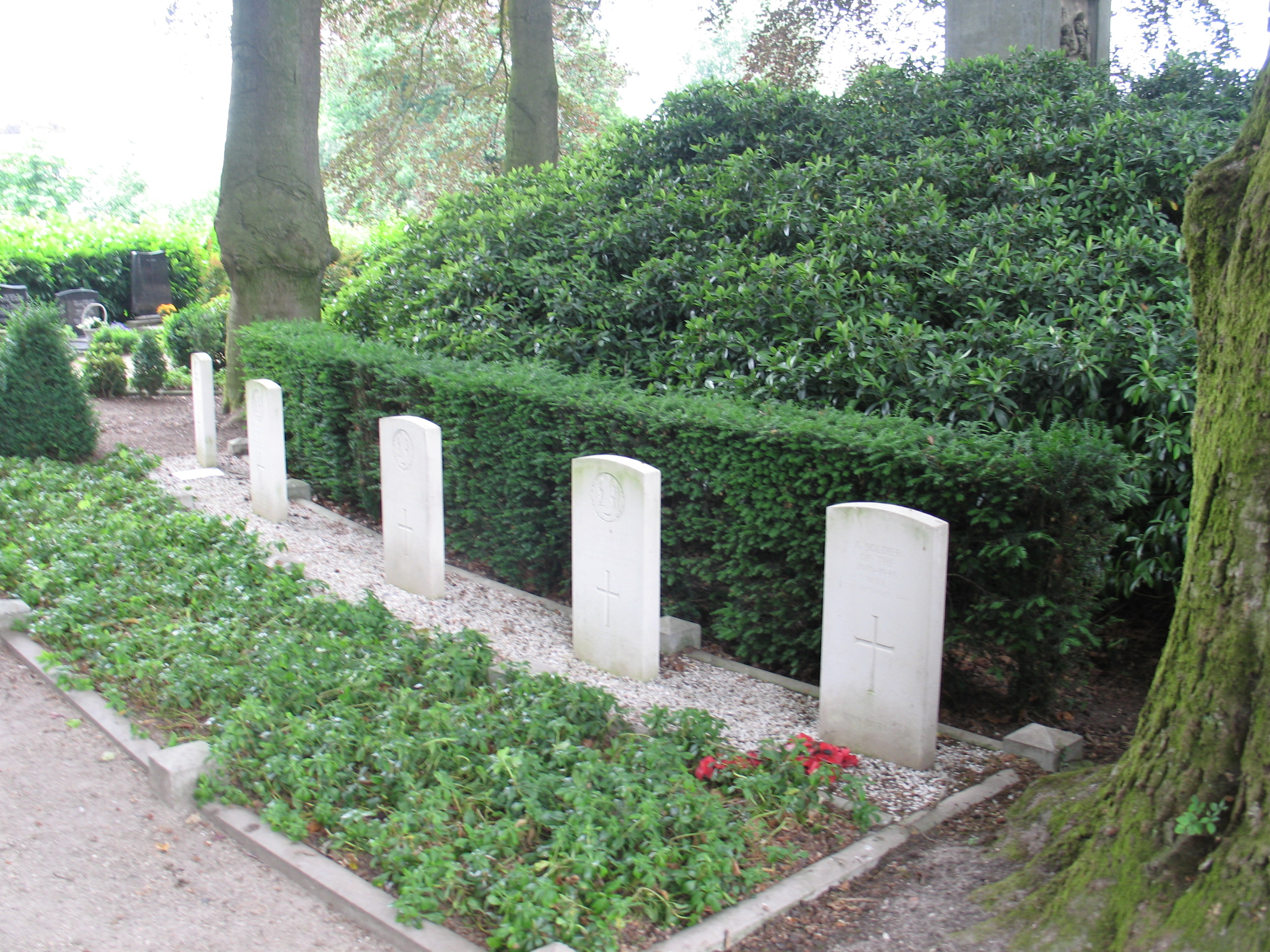
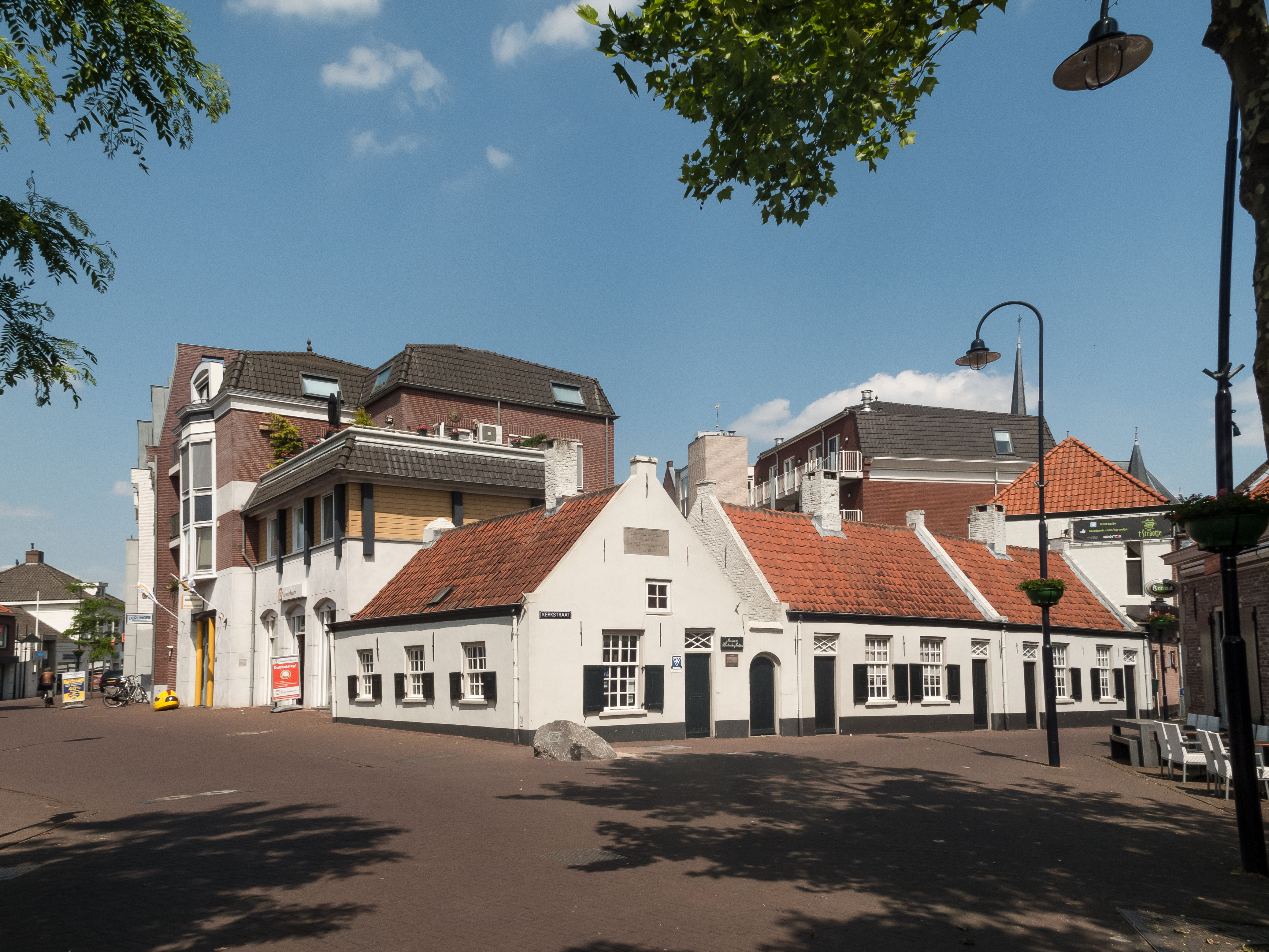
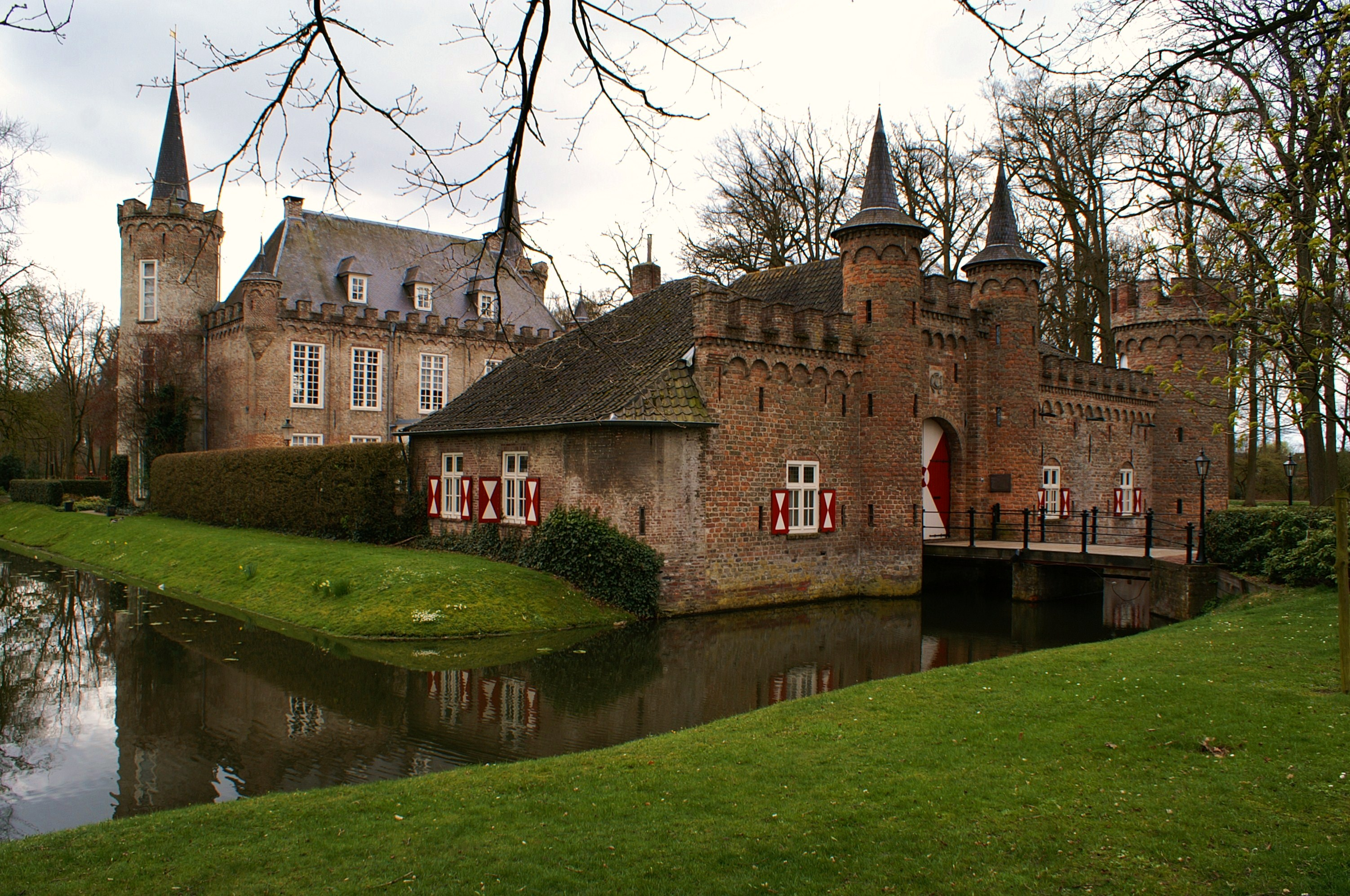
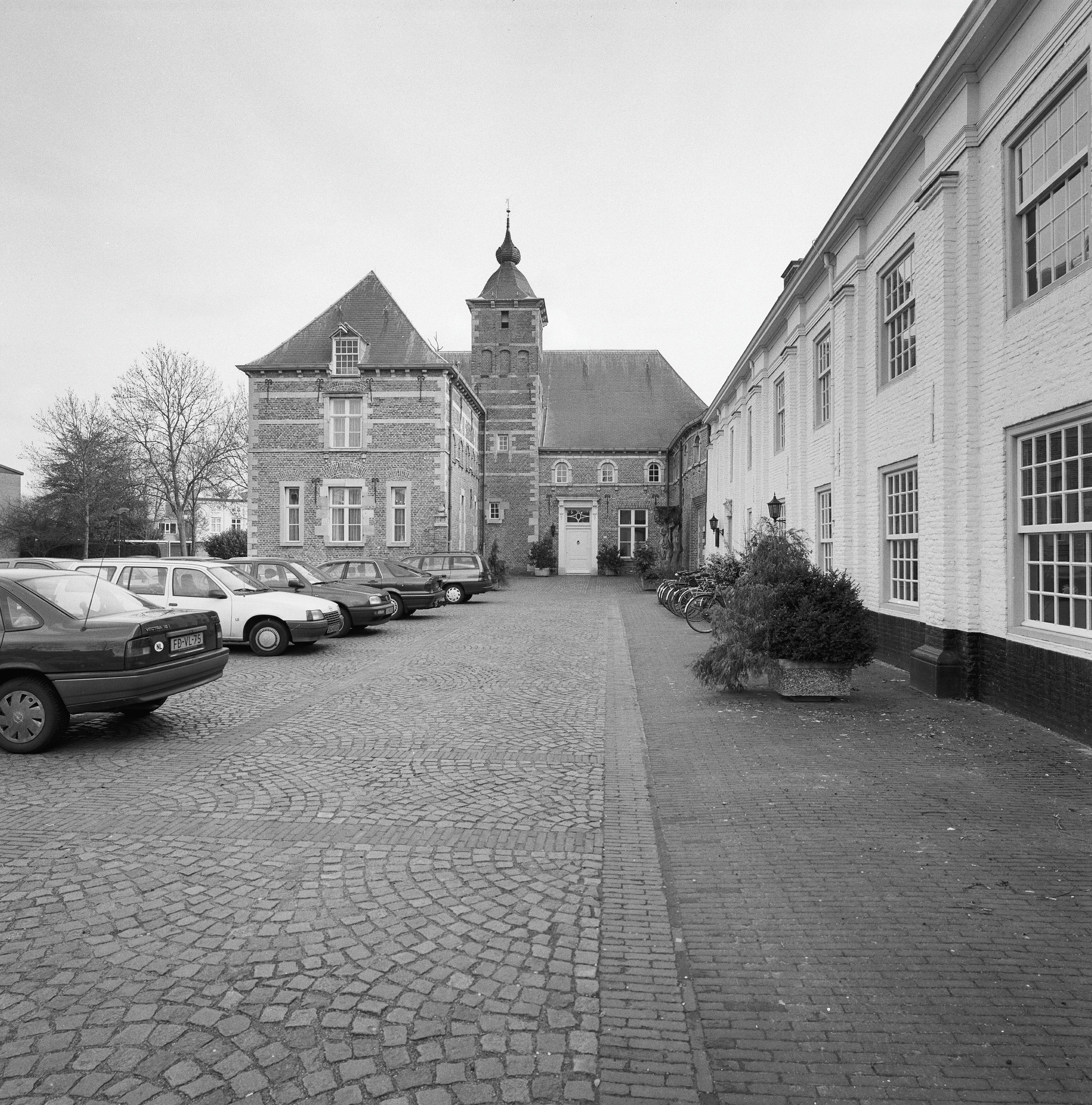
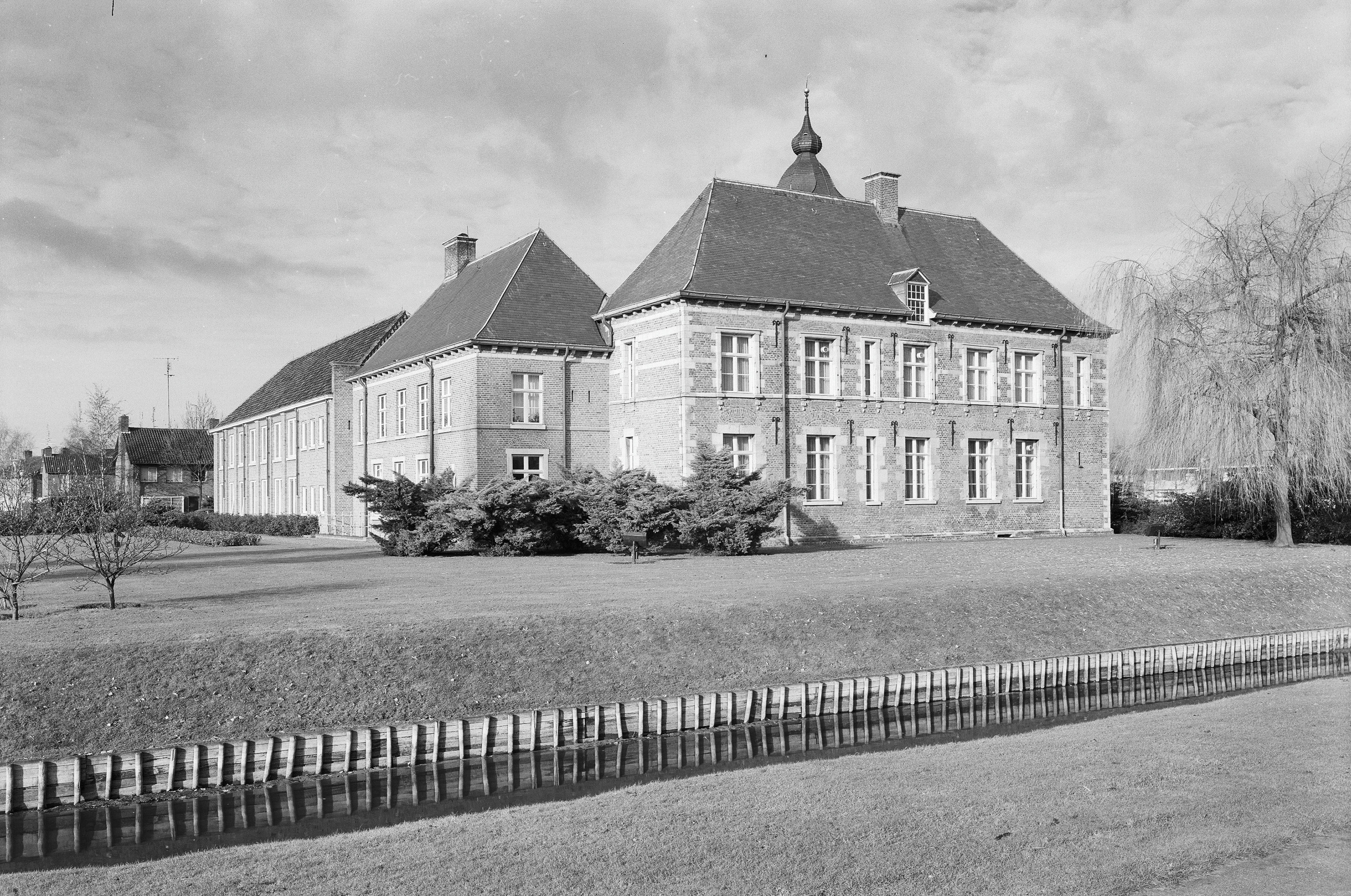
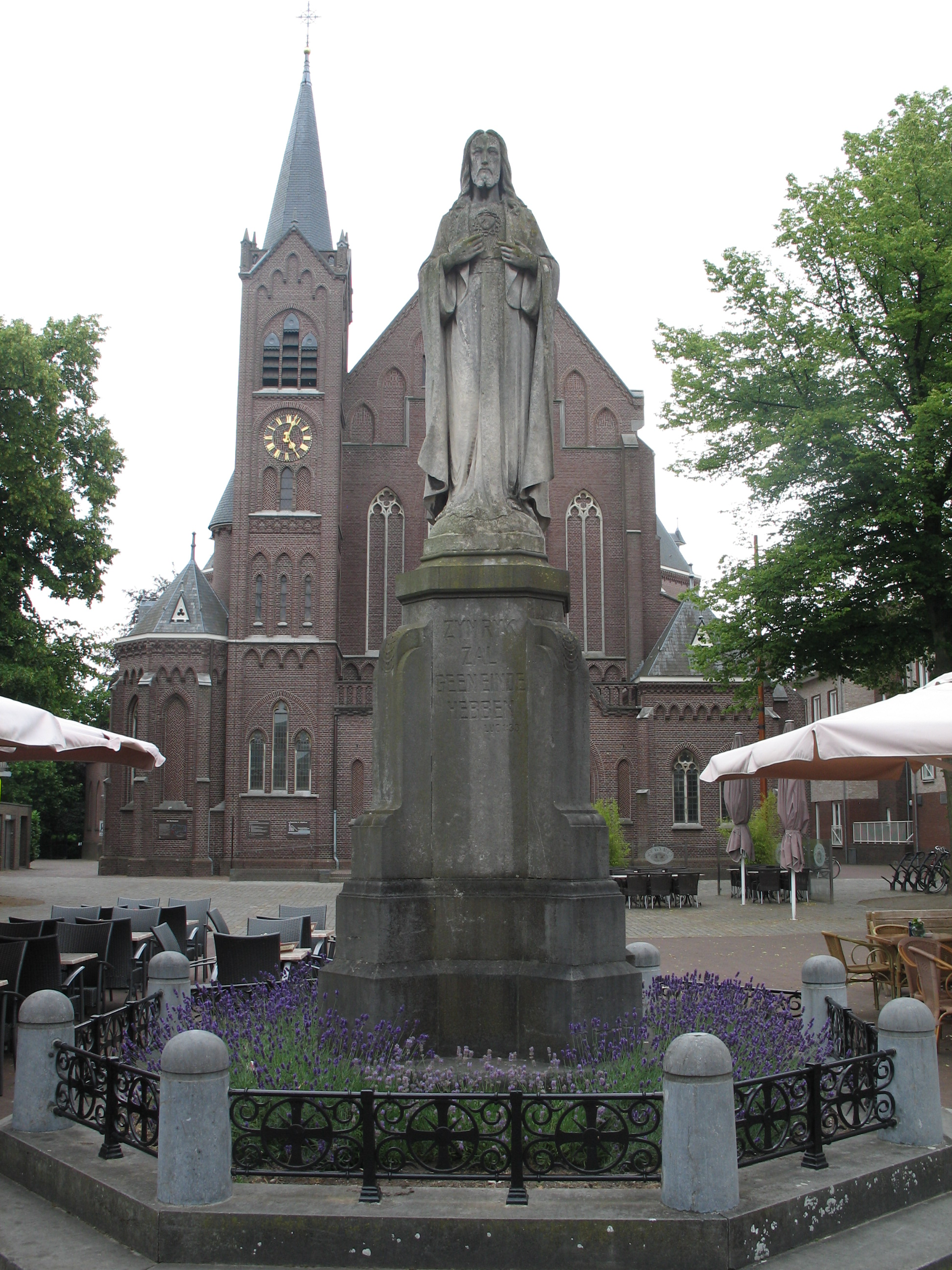
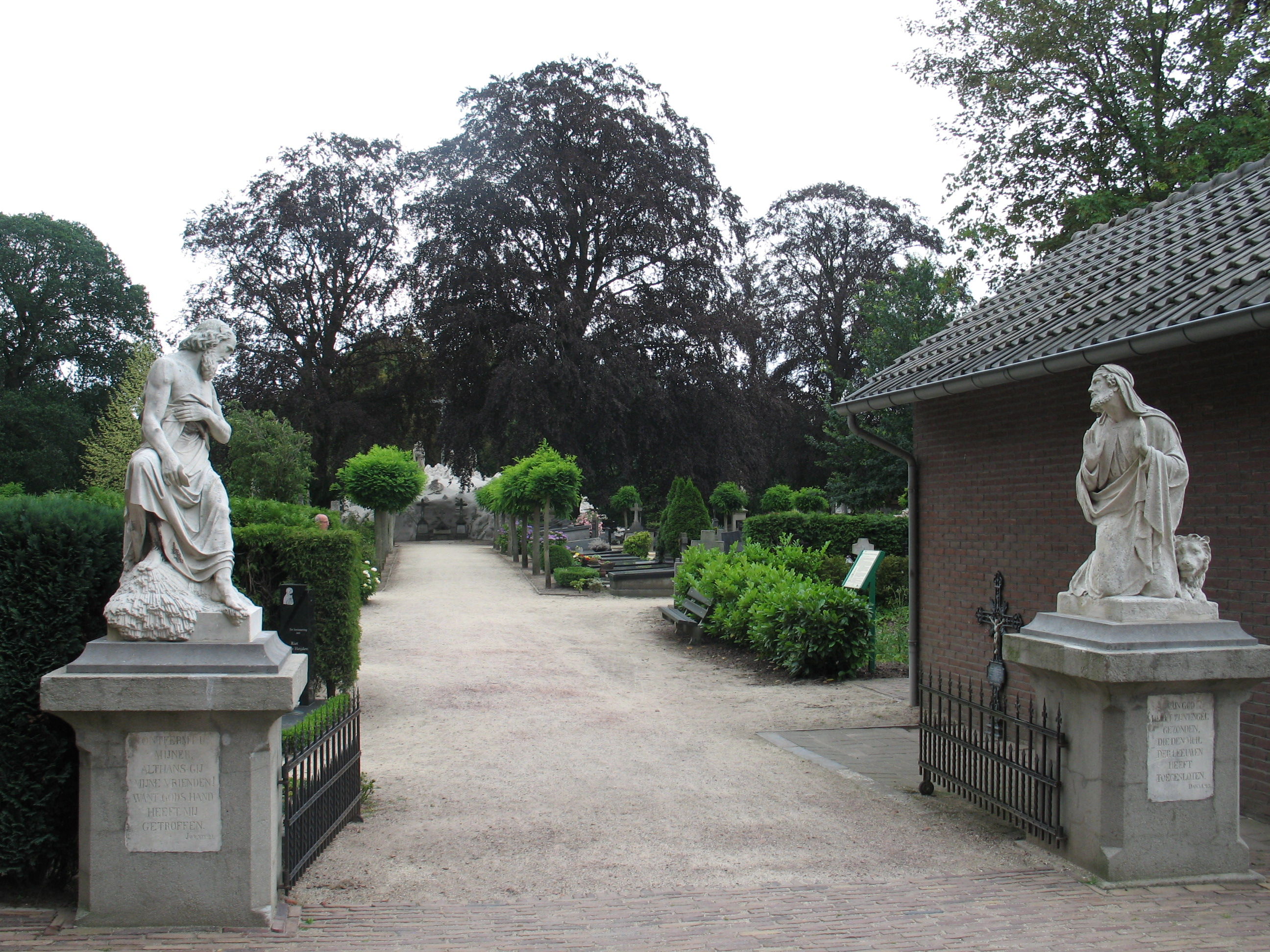